# Сокоро
Окръг Сокоро (на английски: Socorro County) е окръг в щата Ню Мексико, Съединени американски щати. Площта му е 17 221 km², а населението – 16 798 души (2017). Административен център е град Сокоро.